# 豊嶋稔
豊嶋 稔（とよしま みのる、1964年4月19日 - ）は、日本の俳優。芸名は「豊嶋 稔」、2004年に 豊嶋 みのる（とよしま みのる）に改名したが再び「豊嶋 稔」に戻す。福岡県北九州市生まれ。岡山県笠岡市で小学生から青春時代を過ごす。

## 来歴
笠岡工業高校出身。ジャパンアクションクラブ（現・ジャパンアクションエンタープライズ）13期生。スタントマンとしての活動通じて、タカハシレーシングに所属。少年時代に夢見ていたカースタントマンとなる。その後、役者になることを勧められ、ユニークマンシアターで学ぶ。
1990年のオリジナルビデオ『首都高速トライアル2』に準主役に抜擢（）。カースタントの技術と演技を評価され、国内のドラマ、映画、舞台にとどまらず海外映画にも出演した。。
2004年ハワイのラジオ局、KZOOにて『豊嶋稔の日本の旅路』番組のナビゲーターに初挑戦。
2014年より現在は、中国天津市、日本人向けの『情報誌JIN』に「豊嶋稔の初志初心」連載天津市に駐在する日本人のお悩みを経験談をもとに解決へ導く内容。

## 人物
- 座右の銘は『初志初心』
- 大の車好き。特にCERICA LB 1970年代の国産車が好き[2]。
- 趣味は、サーフィン、ドラム。
- 特技は、殺陣、テコンドー3段、少林寺拳法、刀、カースタント、日本舞踊、古武道、ジャズダンス、サッカー、野球 広島弁、岡山弁、関西弁 免許:普通自動車、普通自動二輪

## 出演

### テレビドラマ
- 宇宙刑事シャリバン（1983年、ANB）
- 星雲仮面マシンマン（1984年、NTV）
- 超電子バイオマン（1984年、ANB）
- 土曜ワイド劇場
  - 江戸川乱歩の美女シリーズ 第1作「妖しいメロディの美女」（1986年、ANB）※北大路欣也版
  - 美人殺しシリーズ 第11作「新妻殺し」（1991年、ANB）
  - 新宿ラブストーリー事件簿 第2作（1996年、ABC）
  - 花吹雪美人スリ三姉妹 第3作「砂風呂の指ワザもよろしおすぇ！魅せます指宿湯けむり艶姿」（2000年、ABC）
- スケバン刑事IIIスペシャル（1987年、CX）
- 男と女のミステリー お嬢さん現金に気をつけて!（1989年、CX）
- はだかの刑事（1993年、NTV）
- のんの結婚（1993年、YTV）
- はぐれ刑事純情派VII 第12話「偽造金券の罠・逃げる妹の婚約者」（1994年、ANB）
- 月曜ドラマ・イン 最高の恋人（1995年、ANB）
- 八月のラブソング（1996年、YTV）
- 金曜エンタテインメント 英二ふたたび（1997年、CX）
- のんちゃんのり弁（CBC）
- 土曜グランド劇場 D×D（1997年、NTV）
- ボディーガード（1997年、ANB）
- 木曜劇場 彼女たちの結婚（1997年、CX）
- 水曜劇場 ニュースの女（1998年、CX）
- 少年サスペンス 謎の男子転校生（1998年、ANB）
- 月曜ドラマスペシャル 西伊豆・人情ツアー御手洗華子の事件日誌（1999年、TBS）
- 千年王国III銃士ヴァニーナイツ（1999年、ANB）
- 水曜ドラマ 天使が消えた街（2000年、NTV）
- 連続テレビ小説 さくら（2002年、NHK） - 遠山洋平 役
- 大河ドラマ（NHK）
  - 武蔵 MUSASHI（2003年）
  - 新選組!（2004年）
  - 篤姫 第25話（2008年） - 長岡監物 (長岡是容）役
- 川、いつか海へ 6つの愛の物語 第5話（2003年、NHK） - 竹之内 役
- 金曜特別ロードショー（NTV）
  - 七曲署捜査一係 '98
  - 七曲署捜査一係 '99
- 鉄甲機ミカヅキ 第1話「序夜」（2000年、CX）
- BS時代劇 新選組血風録 第4話（2011年、NHK BSプレミアム） - 松永主膳 役
- 家族ゲーム

### 映画
- 里見八犬伝（1983年）
- 帝都物語（1998年）
- BEST GUY（1990年） - 黒田正行二尉
- よるべなき男の仕事・殺し（1991年）
- ありふれた愛に関する調査（1992年）
- 凶銃ルガーP08（1994年）
- NOBODY（1994年）
- 大阪極道戦争 しのいだれ（1994年）
- 極道拳（1994年）
- ダンガン教師（1995年）
- 餓狼伝（1995年）
- どチンピラ 劇場版（1995年） - 中田
- Spanking Love（英語版）（1995年）
- 嵐の季節（1995年）
- ゴト師株式会社スペシャル 警察庁防犯課第5104号事件（1995年）
- 極道三国志（1997年）
- なにわ忠臣蔵（1997年）
- タオの月（1997年） - トヨシマ
- 日本極道史 野望の軍団（1999年）
- 英二（1999年）
- シン・レッド・ライン（1999年） - 日本軍曹
- なくもんか（2009年）
- ROSE BUD

### オリジナルビデオ
- 首都高速トライアル2（1990年） - ※準主演
- 拳鬼（1992年）
- 悪党図鑑（1994年）
- 特別交通機動隊 バトルチェイス（1994年）
- Zero WOMAN II 警視庁0課の女（1995年）
- 本気!シリーズ
  - 本気!3 立志編（1995年）
  - 本気!11 陽炎編（1999年）
- 特攻! ヤンママ仁義（1995年）
- ワル 正伝（1996年）
- 仁義9 死神の復讐戦争（1996年）
- 夜光虫（1997年）
- 不敗勝負師 賭けゴロ（1998年）
- バブルと寝た女たち（1998年）
- 続・バブルと寝た女たち（1999年）
- 実録梁山泊 パチプロ列伝 浪花の哲（1999年）
- 実録梁山泊 パチプロ列伝 浪花の哲2（1999年）
- 実録梁山泊 パチプロ列伝 爆裂王大野（2000年）
- 実録梁山泊 パチプロ列伝 インテリ三沢（2000年）
- 実録梁山泊 パチプロ列伝 リーダーと四天王（2000年）
- 実録梁山泊 パチプロ列伝 リーダー（2000年）
- 探偵屋の女房（2000年）
- サギ師一平 おカネ大好き!（2000年）
- 侠道6 完結篇（2001年）
- 天使の嘆き
- マル暴株式会社 3
- ワル II
- XX（ダブルエックス）
- 極道の門
- 犬のように見える猫

### ラジオ
- KZOO（ホノルル） 『豊嶋稔の日本の旅路』シリーズ48回（KZOO、2004年 - ）[3][信頼性要検証]

### CM
- リポビタンD「荒馬を捕まえる編」
- サロンパス
- グリコ
- ごまポッキー 篠原涼子編

### 舞台
- ゆかいな海賊大冒険
- 木更津灯台（君去らずの町で）